# Чемпіонат світу зі спортивного орієнтування
Чемпіонат світу зі спортивного орієнтування (англ. World Orienteering Championships) — щорічні змагання, організовані міжнародною федерацією спортивного орієнтування (ІОФ) (англ. IOF) для виявлення найсильніших спортсменів-орієнтувальників.
Предмет даної статті є чемпіонати світу з орієнтування бігом (англ. Foot Orienteering). Не слід плутати даний вид орієнтування з іншими дисциплінами, культивованими міжнародною федерацією орієнтування. Під егідою ІОФ проводяться також чемпіонати світу з орієнтування на лижах (англ. Ski Orienteering), на велосипедах (англ. Mountain Bike Orienteering) і орієнтування по стежках (англ. Trail Orienteering).

## Формат
| дисципліна    | назв. на англ.   | роки      |
| ------------- | ---------------- | --------- |
| індивідуальна | англ. individual | 1966—1989 |
| класична      | англ. classic    | 1991—2001 |
| коротка       | англ. short      | 1991—2001 |
| довга         | англ. long       | з 2003    |
| средняя       | англ. middle     | з 2003    |
| спринт        | англ. sprint     | з 2001    |
| естафета      | англ. relay      | з 1966    |

Спочатку чемпіонати світу проводилися один раз на два роки. З 2003 року вони проводяться щорічно.
Програма чемпіонатів світу змінювалась протягом своєї історії. Так в 1966 році вона складалася лише з індивідуальної гонки і естафети і весь чемпіонат світу укладався у два дні — з 1 по 2 жовтня 1966 року. Починаючи з чемпіонату світу 1991 року в Чехословаччині, програма розширилася і містила коротку дистанцію (час переможця 25 хвилин), класичну дистанцію й естафету. Остання реорганізація програми чемпіонатів світу була проведена в 2003 році. І в цей час чемпіонати світу проводяться за наступною програмою:
- спринт
- середня дистанція
- довга дистанція
- естафета.

Відповідно до редакції правил міжнародної федерації від 1 червня 2009 року, кожна федерація може заявити на ЧС не більше 14 спортсменів (7 чоловіків та 7 жінок). Причому, у кожному виді програми від країни можуть брати участь не більше 3 чоловіків і 3 жінок. Чинний чемпіон може бути заявлений понад норму в три людини.
15 найкращих з кожного кваліфікаційного забігу проходять у фінал і розігрують між собою звання чемпіона.

## Історія
| Рік  | Дата проведення     | Місце проведення                |
| ---- | ------------------- | ------------------------------- |
| 1966 | 1—2 жовтня          | Фінляндія, Фіскарс              |
| 1968 | 28—29 вересня       | Швеція, Лінчепінг               |
| 1970 | 27—29 вересня       | НДР, Фрідріхрода                |
| 1972 | 14—16 вересня       | Чехословаччина, Їчин            |
| 1974 | 20—22 вересня       | Данія, Виборг/Сількеборг        |
| 1976 | 24—26 вересня       | Велика Британія, Авімор         |
| 1978 | 15—17 вересня       | Норвегія, Конгсберг             |
| 1979 | 2—4 вересня         | Фінляндія, Тампере              |
| 1981 | 4—6 вересня         | Швейцарія, Тун                  |
| 1983 | 1—4 вересня         | Угорщина, Залаегерсег           |
| 1985 | 4—6 вересня         | Австралія, Бендіго              |
| 1987 | 3—5 вересня         | Франція, Жерармер               |
| 1989 | 17—20 серпня        | Швеція, Шевде                   |
| 1991 | 21—25 серпня        | Чехословаччина, Маріанскі Лазні |
| 1993 | 9—14 жовтня         | США, Вест-Пойнт (Нью-Йорк)      |
| 1995 | 15—20 серпня        | Німеччина, Детмолд              |
| 1997 | 11—16 серпня        | Норвегія, Грімстад              |
| 1999 | 1—8 серпня          | Велика Британія, Інвернесс      |
| 2001 | 29 липня — 4 серпня | Фінляндія, Тампере              |
| 2003 | 3—9 серпня          | Швейцарія, Рапперсвіль-Йона     |
| 2004 | 11—19 вересня       | Швеція, Вестерос                |
| 2005 | 9—15 серпня         | Японія, Айті                    |
| 2006 | 1—5 серпня          | Данія, Орхус                    |
| 2007 | 18—26 серпня        | Україна, Київ                   |
| 2008 | 10—20 липня         | Чехія, Оломоуц                  |
| 2009 | 18—23 серпня        | Угорщина, Мішкольц              |
| 2010 | 8—15 серпня         | Норвегія, Тронгейм              |
| 2011 | 13—20 серпня        | Франція, Савоя                  |
| 2012 | 14—22 липня         | Швейцарія, Лозанна              |
| 2013 | 6—14 липня          | Фінляндія, Вуокатті             |
| 2014 |                     | Італія, Азіаго-Лавароне         |

У 1961 році на Конгресі в Копенгагені була організована Міжнародна Федерація Спортивного Орієнтування (ІТФ), головними завданнями якої стала уніфікація вимог по спортивних картах, у тому числі вимоги до масштабу, і систематизація умовних топографічних знаків. Тому одним з перших був створений комітет з підготовки єдиних міжнародних правил змагань. На наступному конгресі ІОФ в 1963 році в Лейпцигу був затверджений Статут Федерації, а комітет з підготовки правил перетворений в технічну комісію.
Першим практичним кроком нової федерації стало проведення офіційних міжнародних змагань. Перші офіційні міжнародні змагання зі спортивного орієнтування відбулися у вересні 1962 року в Норвегії і мали статус чемпіонату Європи. На цей перший європейський чемпіонат, який приймало невелике норвезьке містечко Летен (норв. Løten), з'їхалися спортсмени з європейських країн, і в програмі змагання була всього одна дисципліна — класична дистанція. Спортивні карти являли собою чорно-білі фотовідбитки і мали масштаб 1: 25 000. Чоловіки долали дистанцію завдовжки 16,7 кілометра з 13 контрольними пунктами, а жінки змагалися на дистанції 7,5 км з 7 КП.
На другому чемпіонаті Європи, який відбувся в 1964 році Швейцарському містечку Ле-Брасю (фр. Le Brassus), в програму змагань вперше була включена естафета.
Чемпіонати Європи можна вважати попередниками чемпіонатів світу. На третьому конгресі ІОФ, який відбувся в Болгарії в 1965 році, було прийнято рішення про перейменування чемпіонату Європи в чемпіонат світу, хоча в цей час членами ІОФ були всього 11 країн і всі вони представляли європейський континент.
Перший чемпіонат світу відбувся з 1 по 2 жовтня 1966 року в Фінляндії. У ньому взяли участь спортсмени з 11 країн — Австрії, Болгарії, Великої Британії, Угорщини, НДР, Данії, Норвегії, Фінляндії, Чехословаччини, Швейцарії та Швеції. Переважаючу перевагу на перших чемпіонатах мали скандинавські орієнтувальники.
З різною періодичністю чемпіонати світу проводилися на чотирьох континентах (у Європі, Австралії, Америці, Азії) і більш ніж в 15 країнах.
У цей час (2010) членами ІОФ є 71 країна, включаючи такі, здавалося б далекі від спортивного орієнтування країни, як Мозамбік, Монголія або Індонезія.
Слід зазначити, що перший чемпіонат світу зі спортивного орієнтування на лижах відбувся у 1975 році у Фінляндії , а перший чемпіонат світу зі спортивного орієнтування на велосипедах відбувся в 2002 у Франції.

## Статистика
Переможцями чемпіонатів світу зі спортивного орієнтування в бігових дисциплінах ставали спортсмени Норвегії, Швеції, Фінляндії, Угорщини, Швейцарії, Чехії, Росії, України, Данії, Франції, Австрії, Великої Британії та Австралії. Проте за загальною кількістю завойованих медалей домінування «великої четвірки» — Швеції, Норвегії, Фінляндії та Швейцарії — безперечно.
| №                                      | країна          | золото | срібло | бронза | всього |
| -------------------------------------- | --------------- | ------ | ------ | ------ | ------ |
| 1.                                     | Швеція          | 42     | 44     | 39     | 125    |
| 2.                                     | Норвегія        | 38     | 38     | 38     | 114    |
| 3.                                     | Швейцарія       | 29     | 17     | 24     | 70     |
| 4.                                     | Фінляндія       | 22     | 37     | 26     | 85     |
| 5.                                     | Франція         | 10     | 2      | 6      | 18     |
| 6.                                     | Росія           | 6      | 7      | 6      | 19     |
| 7.                                     | Чехія           | 4      | 9      | 13     | 26     |
| 8.                                     | Велика Британія | 3      | 3      | 4      | 10     |
| 9.                                     | Данія           | 3      | 2      | 3      | 8      |
| 10.                                    | Угорщина        | 3      | 1      | 2      | 6      |
| 11.                                    | Україна         | 1      | 2      | 0      | 3      |
| 12.                                    | Австрія         | 1      | 1      | 0      | 2      |
| 13.                                    | Австралія       | 1      | 0      | 0      | 1      |
| 14.                                    | Німеччина       | 0      | 0      | 1      | 1      |
| 15.                                    | Італія          | 0      | 0      | 1      | 1      |
| Загальна к-ть медалей на вересень 2010 |                 |        |        |        |        |

- Хенні Оллстон (англ. Hanny Allston) з Австралії стала першою неевропейкою, кому вдалося завоювати титул чемпіонки світу. На чемпіонаті світу 2006 в Орхусі (Данія) вона виграла золоту медаль у спринті.
- Вона ж є єдиною юніоркою, кому вдалося виграти дорослий чемпіонат світу.
- Найтитулованіша спортсменка в цей час є швейцарка Симона Нігглі (англ. Simone Niggli). У цей час (2010 рік) вона є Сімнадцятиразовою чемпіонкою світу. Причому, два рази в 2003 і в 2005 вона виграла всі чотири дистанції чемпіонатів світу[11].
- Швейцарка, мати чотирьох дітей Врони Кеніг-Салмі у віці 39 років завоювала срібло на ЧС 2008 в Чехії.
- Єдина українка серед жінок та єдина представниця Львівщини Надія Волинська посіла третє місце у змаганнях зі спортивного орієнтування на середній дистанції у 2013 році в Колумбії[17].

## Филателія і Нумізматика
Чемпіонати світу знайшли відображення і в філателії. Пошти Швеції, НДР, Данії, Фінляндії та Швейцарії випустили марки і конверти першого дня, присвячені чемпіонатам світу зі спортивного орієнтування.

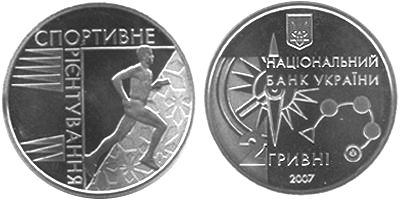
Монета банку України на честь ЧС 2007 в Києві

Більш скромно відображені чемпіонати світу в нумізматиці. У 2007 році національний банк України випустив монету номіналом 2 гривні і приурочив випуск до чемпіонату світу в Києві.

## Галерея

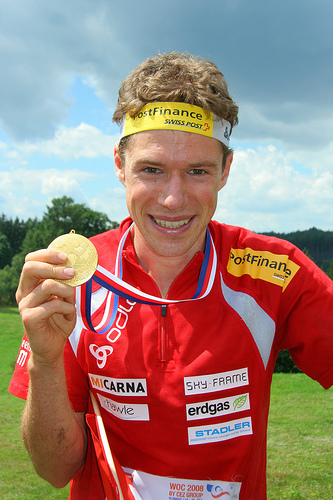
Даніель Хубман другий рік поспіль завойовує золоту медаль на довгій дистанції ЧС 2009.
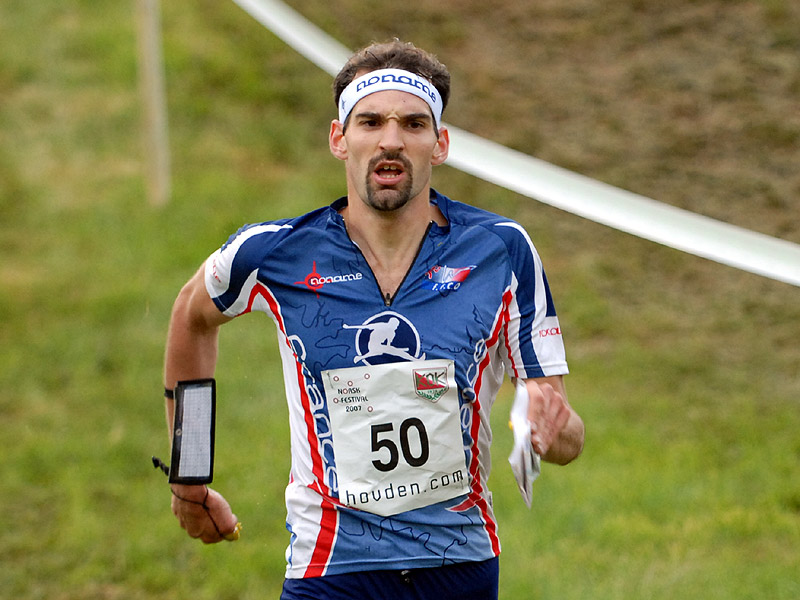
Тьєррі Жоржу. "Король середньої дистанції" вперше завоював медаль на довгій дистанції.
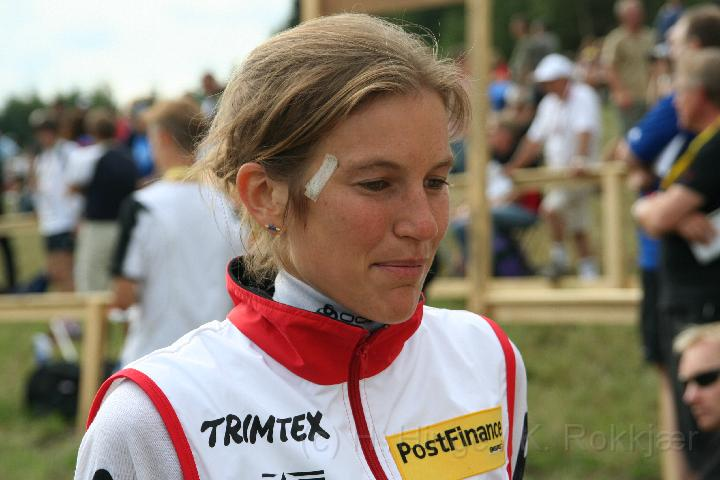
Швейцарка Симона Нігглі, легенда спортивного орієнтування.
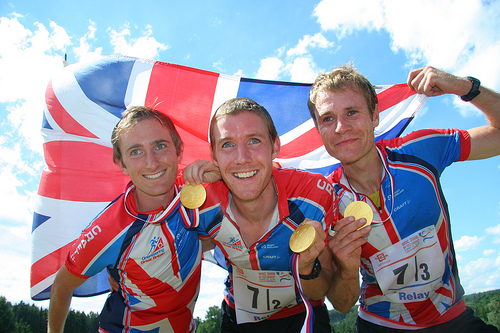
Чоловіча естафетна команда Великої Британії після сенсаційної перемоги на ЧС 2008.

## Цікаві факти
- У 2000, Україна була однією з країн у яких проводилися змагання 8-го Кубку світу зі спортивного орієнтування[en] — це були перші змагання світового рівня які проводилися на території незалежної України[20]. Інші країни, у яких також проводилися ці змагання — Японія, Австралія, Фінляндія, Португалія. Загалам в усіх країнах проводилося 12 змагань Кубку (9 в індивідуальному заліку і 3 в командному заліку).